# Dink Templeton
Pour les articles homonymes, voir Templeton.

a Compétitions nationales et continentales officielles uniquement.

b Matchs officiels uniquement.
Dernière mise à jour le 14 mai 2012.
Robert Lyman Templeton dit Dink Templeton, né le 27 mai 1897 à Helena dans le Montana et mort le 7 août 1962 à Palo Alto en Californie, est un athlète et joueur américain de rugby à XV évoluant au poste d'arrière. Il est champion olympique en 1920 avec l'équipe des États-Unis de rugby à XV.

## Biographie
Né à Helena dans le Montana, Dink Templeton effectue sa scolarité à la Palo Alto High School en Californie avant de faire ses études de droit à l'Université Stanford. Sportif complet, il pratique notamment l'athlétisme, le football américain et le rugby à XV avec les équipes de l'université. En 1920, il fait partie de l'équipe olympique américaine qui part en Europe pour disputer les Jeux olympiques à Anvers. Il y dispute l’épreuve du saut en longueur et celle de rugby à XV mais pas celle du saut en hauteur car sa technique de saut appelée le Western roll est à l'époque considérée illégale. S'il termine au pied du podium en saut en longueur avec un saut à 6,95 m, il remporte la médaille d'or avec l'équipe de rugby. En effet, les Américains battent les Français sur le score de 8 à 0 dans l'unique match de la compétition. Alors que le score est nul et vierge à la mi-temps, Dick Templeton ouvre le score avec un coup de pied d'arrêt de volée à 55 yards des poteaux avant d'inscrire deux nouveaux points en transformant l'essai de Lou Hunter,.
En 1922, il devient l'entraîneur de l'équipe d'athlétisme de l'université et reste en poste pendant dix-sept années. Au cours de cette période avec les Indians de Stanford, il remporte trois fois le Championnat NCAA d'athlétisme en plein air et obtient quatre deuxième places. Sous sa direction, les athlètes de l'université récoltent dix-neuf titres individuels en NCAA ainsi que neuf médailles olympiques, et établissent seize records du monde. Après son départ de Stanford en 1939, il entraîne également le San Francisco Olympic Club et exerce son métier d'entraîneur jusqu'à sa mort le 7 août 1962,. En plus de son activité principale de coach, il effectue aussi des piges en tant que journaliste ou commentateur sportif. Il est introduit au temple de la renommée du USA Track and Field en 1976.

## Palmarès

### En tant que sportif
- Champion olympique de rugby à XV aux Jeux olympiques d'été de 1920
- 4e de l'épreuve de saut en longueur aux Jeux olympiques d'été de 1920

### En tant qu'entraîneur
- Vainqueur du Championnat NCAA d'athlétisme en plein air en 1925, 1928 et 1934